# Prison San Vittore
 (avril 2019).

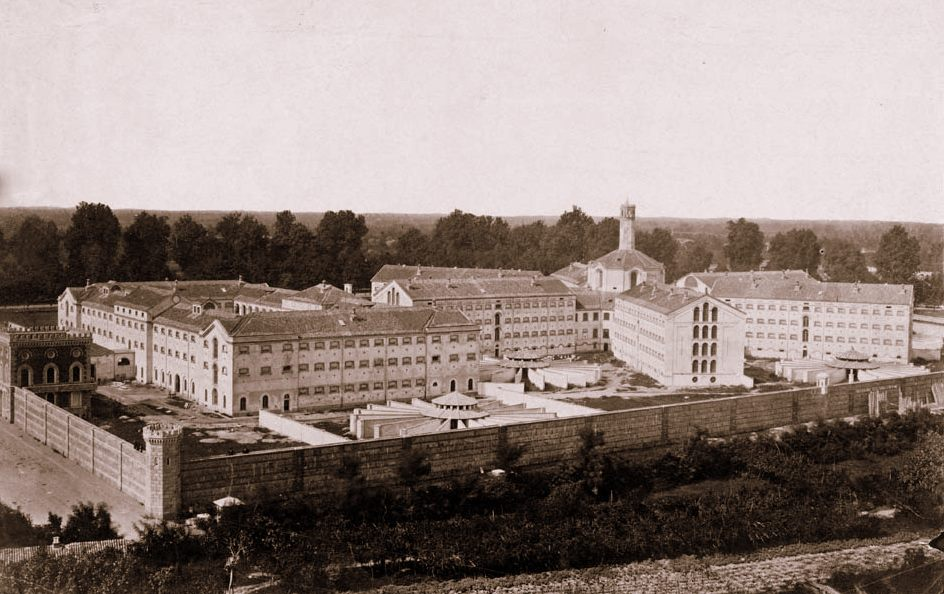
Image de la prison vers 1880

La prison San Vittore est située à Milan sur la place Filangeri, au no 2. Sa construction a commencé en mai 1872 et le bâtiment a été inauguré le 7 juillet 1879, pendant le royaume d'Italie par Humbert Ier. Depuis les années 1970 se pose le problème de la surpopulation, comme dans la plupart des prisons italiennes. 

## Histoire

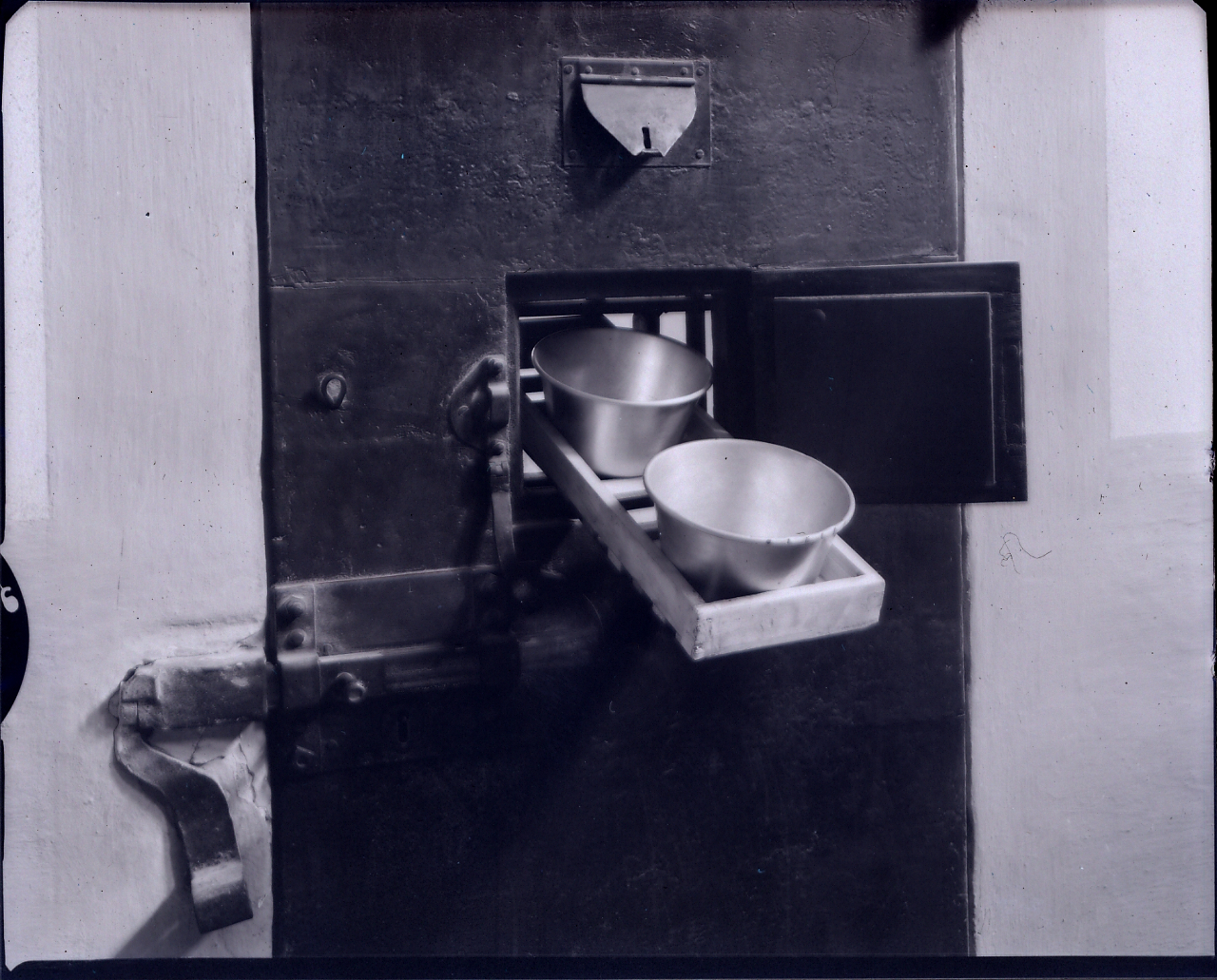
Détail intérieur

La construction de la nouvelle prison a été décidée après l'unification de l'Italie, en même temps que d'autres mesures visant à améliorer les infrastructures milanaises, entre l'unification et le plan directeur de 1889. Jusque-là, les détenus étaient enfermés dans des locaux non équipés à cet effet, dont l'ancien couvent de Sant'Antonio Abate, au tribunal, et dans l'ancien couvent de San Vittore. Pour la construction de la nouvelle structure, le gouvernement a acheté des terrains dans la banlieue non encore urbanisé (la zone actuelle située entre Corso Magenta et Porta Ticinese) et a confié la charge des travaux à l'ingénieur Francesco Lucca. Celui-ci a suivi le modèle panoptique du XVIIIe siècle et conçu un édifice à six bras de trois étages chacun. Parmi les rayons, des « parcours de promenade » ont été construits, divisés en vingt secteurs, chacun destiné à un prisonnier unique, afin d'empêcher la communication entre les détenus. Sur la Piazza Filangieri, un bâtiment de style médiéval a été construit dans lequel les bureaux et la résidence du directeur ont été placés. À l'origine, la muraille était aussi de style médiéval, mais aujourd'hui, elle a été presque entièrement reconstruite pour des raisons de sécurité. Le poste de garde derrière les bureaux constitue une barrière supplémentaire entre l'intérieur et l'extérieur.

### San Vittore pendant l'occupation allemande
Pendant la Seconde Guerre mondiale (1943-1945), la prison de San Vittore était en partie soumise à la juridiction des SS qui contrôlaient et géraient l'un des bras du bâtiment. Les événements concernant le bras allemand sont peu documentés par des traces écrites, et beaucoup plus par la mémoire et les témoignages de ceux qui y ont été détenus. Dans un document officiel de 1944 , on lit ce qui suit : 

« [...] Il y a une section allemande et un tribunal allemand dans la prison. Celui-ci juge les citoyens italiens soumis à des restrictions non conformes à la législation italienne et n'applique donc pas les peines prévues dans le code et dans la procédure du droit pénal italien ou militaire, selon le cas. Les peines infligées sont généralement celles infligées en prison. Les prisonniers détenus dans les sections allemandes, sur lesquels l'autorité italienne n'a aucune influence, sont soumis à la réglementation allemande. Un sergent SS qui relève directement de l'hôtel Regina, où se trouve le commandement des SS pour la Lombardie (Colonel Rauff), veille à cette réglementation. Les détenus qui viennent d'être jugés par le tribunal allemand sont envoyés travailler en Allemagne s'ils sont innocents, tant qu'ils sont en bonne forme physique et s'ils sont gravement compromis, ils sont envoyés dans des camps de concentration. En Allemagne, les prisonniers condamnés de manière irrévocable, les accusés qui ont obtenu une libération sous caution et ceux qui ont été libérés par l'autorité administrative sont également mis au travail forcé. »

Luigi Borgomaneri, auteur d'un essai sur le chef de la Gestapo Theodor Saevecke (de) et consultant dans le procès contre l'ancien capitaine de la SS allemande, présente divers témoignages sur ce qui s'est passé à San Vittore de 1943 à 1945. On trouve témoignage des nombreux prisonniers qui sont entrés et sortis du « bras allemand » de San Vittore, dans les registres des entrées (livres de matricules) qui sont conservés dans diverses institutions de conservation. Une révolte de prisonniers politiques est attestée à l'occasion de l'insurrection du 25 avril 1945 ; la libération finale des prisonniers sera aux mains des brigades Matteotti.

### San Vittore comme source d'inspiration culturelle
La structure est au centre de certaines chansons populaires, notamment celles de Walter Valdi et des Owls, et est mentionnée dans les chansons Canto di galera de Amici del Vento, Ma mi avec le texte de Giorgio Strehler et la musique de Fiorenzo Carpi, dans l'œuvre d'Ornella Vanoni, 40 pass de Davide Van de Sfroos (it) et La ballata del Cerutti de Giorgio Gaber. 
De 2005 à 2009, la prison a été le théâtre de l'événement San Vittore Sing Sing, un festival de musique et de cabaret. 
La sitcom italienne Belli dentro (it) se déroule dans cette prison.

## Détenus notables
- Mike Bongiorno, animateur de télévision. Détenu pendant 7 mois en 1943 avant d'être transféré au camp de concentration de Mauthausen.
- Indro Montanelli, journaliste et historien, a partagé sa cellule avec Bongiorno.
- Gaetano Bresci, anarchiste, détenu du 29 juillet au 5 novembre 1900.
- Renato Vallanzasca, criminel italien.
- Salvatore Riina, criminel italien, ancien chef de la Mafia sicilienne.
- Dorothy Gibson, actrice américaine et survivante du Titanic ; s'est évadée de la prison avec Montanelli et le général Bartolo Zambon.
- Enrichetta Alfieri, religieuse visiteuse de la prison, condamnée à mort par les nazis pour avoir transmis des messages, puis libérée, bienheureuse catholique.

## Biographie
- Chiara Bricarelli (édité par), Una gioventù offesa. Ebrei genovesi ricordano (texte sur les déportations de Juifs en transit par San Vittore avant d'être envoyés dans les camps de concentration nazis)
- Luigi Borgomaneri, Hitler a Milano: crimini di Theodor Saevecke, capo della Gestapo, Rome, Datanews, 1997.
- E. Grottanelli, L'amministrazione comunale di Milano e la costruzione del carcere di San Vittore, in "Storia in Lombardia" parution trimestrielle de l'Institut lombard pour l'histoire du mouvement de libération en Italie, Milan, Franco Angeli Editore, IVe année, n. 2, 1985.
- Antonio Quatela, "Sei petali di sbarre e cemento" ("Six pétales de barres et de ciment"), Mursia Editore, Milan, 2013.